# Vai Anitta
Vai Anitta é uma série documental biográfica de 2018 sobre a cantora brasileira Anitta. Documenta eventos acerca da produção e do lançamento do projeto Checkmate (2017) e eventos posteriores. Produzida pelo serviço de streaming Netflix, teve sua estreia em 16 de novembro de 2018 com seis episódios.

## Sinopse
A primeira temporada de seis episódios segue a artista brasileira Anitta enquanto ela entra no cenário internacional, indo aos bastidores em performances, sessões de estúdio e gravações de vídeo em todo o mundo. Além de dar uma visão de perto de Anitta, a série também fornece uma visão íntima de Anitta como uma mulher de 24 anos, equilibrando o estresse do estrelato, a indústria do entretenimento e uma vida pessoal.

## Elenco
- Anitta
- Miriam Macedo, mãe
- Renan Macedo, irmão
- Mauro Machado, pai
- J Balvin, cantor
- Poo Bear, produtor
- Arielle Macedo, dançarina
- Jojo Maronttinni, cantora
- Pabllo Vittar, cantor
- Alesso, DJ e produtor
- Renner Souza, maquiador
- Rita Ora, cantora
- Lele Pons, atriz e comediante
- Rudy Mancuso, ator e comediante
- Nego do Borel, cantor
- Sabrina Sato, apresentadora
- Anwar Jibawi, ator e comediante
- Hannah Stocking, influencer
- Thiago Magalhães, ex-marido

## Episódios
| Temporada | Temporada | Episódios | Estreia original       |
| --------- | --------- | --------- | ---------------------- |
|           | 1         | 6         | 16 de novembro de 2018 |

### 1.ª temporada (2018)
| N.º na série | N.º na temp. | Título       | Dirigido por  | Lançamento             |
| --- | ------------ | ------------ | ------------- | ---------------------- |
| 1 | 1            | "Episódio 1" | Charlie Askew | 16 de novembro de 2018 |
| Os amigos e a família de Anitta sempre acreditaram em seu talento e a apoiaram em todos os passos de sua jornada rumo ao estrelato.                                       |              |              |               |                        |
| 2 | 2            | "Episódio 2" | Charlie Askew | 16 de novembro de 2018 |
| Poo Bear e Alesso se juntam a Anitta para o segundo single do projeto CheckMate: "Is That For Me". O cenário escolhido para o clipe é a Floresta Amazônica.               |              |              |               |                        |
| 3 | 3            | "Episódio 3" | Charlie Askew | 16 de novembro de 2018 |
| Em Nova York, Anitta é entrevistada sobre sua carreira fora do Brasil e grava a canção "Downtown" com J Balvin, o terceiro single do projeto CheckMate.                   |              |              |               |                        |
| 4 | 4            | "Episódio 4" | Charlie Askew | 16 de novembro de 2018 |
| Anitta fala sobre seu amor pelo funk, a paixão pelo empoderamento de meninas e mulheres, o lado ruim da fama e sua luta contra a depressão.                               |              |              |               |                        |
| 5 | 5            | "Episódio 5" | Charlie Askew | 16 de novembro de 2018 |
| Entre escolas de samba e shows em baladas, a agenda sobrecarregada de Anitta acaba prejudicando sua saúde. Às vezes, ela precisa tirar uma folga.                         |              |              |               |                        |
| 6 | 6            | "Episódio 6" | Charlie Askew | 16 de novembro de 2018 |
| Anitta investe tudo na produção do clipe da canção "Indecente", com direito a filmagem em plano-sequência e exibição ao vivo pela internet em seu aniversário de 25 anos. |              |              |               |                        |